# Nicolas Gessner
Nicolas Gessner, születési neve: Gessner Miklós (Szombathely, 1931. augusztus 17. – 2023. augusztus 22.) filmrendező.

## Életpályája
1939-től Svájcban, majd Franciaországban élt. 1951–1955 között a Zürichi Egyetem hallgatója volt. 1954–1957 között Leopold Lindtberg és Jean-Louis Barrault asszisztense volt. 1957-ben a Zürichi Egyetem ösztöndíjasaként a Warner Bros., az Universal Pictures és a The Walt Disney Company hollywoodi cégek dramaturgiai munkáját tanulmányozta. 1957–1961 között Luzernben és Zürichben színházi és operarendező volt. 1958–1963 között rövid- és propagandafilmek rendezője volt. 1963-tól tv-rendező, majd 1965-től játékfilmrendező volt.

## Filmjei
- A követség foglya (Der Gefangene der Botschaft) (1963)
- Egymilliárd a biliárdasztalban (1965)
- A pekingi szőke (La blonde de Pékin) (1967)
- 12+1 (1969)
- Valaki az ajtó mögött (1971)
- Mondj jóéjszakát a nagymamának! (1975)
- A kislány, aki az utcánkban lakik (1976)
- Két szörnyű nap a sivatagban (1979)
- Úr, úr (Herr Herr) (1981)
- Svájci pasztorál (1983)
- A szomorú gyilkos (Le tueur triste) (1984)
- Egy másik élet (Das andere Leben) (1987)
- Tennessee-i éjszakák (1989)
- Gyorsabban, mint a szem (Quicker Than the Eye) (1989)
- Űrhajónk a Föld (Spaceship Earth) (1997)